# Американський пиріг 4: Табір
«Американський пиріг 4: Табір» (англ. American Pie Presents: Band Camp)  — молодіжна кінокомедія 2005 року, спін-офф серії «Американський пиріг». 
Фільм вийшов на DVD у Великій Британії 31 жовтня 2005 р. і в Сполучених Штатах 26 грудня 2005 р.

## Сюжет
Молодший брат Стифлера Метт після витівок в школі «засуджений» до літніх канікул у таборі для музикантів; вирішивши, що все одно втрачати нема чого, він вирішив утнути ті ж фішки, що і його старший брат. Все б добре, але він не старший брат, плюс він закохується в одну з дівчат табору. А батько Джима розповідає всю правду про брата. 

## У ролях
- Тед Гілдженбрінк — Метт Стифлер
- Аріель Кеббел — Еліс Г'юстон
- Юджин Леві — містер Левенштейн
- Метт Барр — Брендон Вандеркамп
- Джан Хі Лі — Джимі Чонг
- Крістл Лайтнінг — Хлоя
- Лоурен С. Мейг'ю — Аріанна
- Анджела Літтл — Шарі
- Рейчел Велтрі — Даніелла
- Джейсон Ерлз — Ерні Капловіч
- Кріс Овен — Чак Шерман/Шермінатор
- Дженніфер Волкотт — Лорі
- Лілі Марій — доктор Сьюзен Цой
- Джинджер Лінн Аллен — медсестра

## Виробництво
Додаткові члени оркестру, показані у фільмі, були членами групи з коледжу Ріверсайд, що в Ріверсайді, штат Каліфорнія.
Рейчел Білсон розглядалася на роль Елізи.

## Цікаві факти
- Сайт, де Метт Стифлер купує відеообладнання, реальний і насправді продає ці предмети.